# La Coccinelle

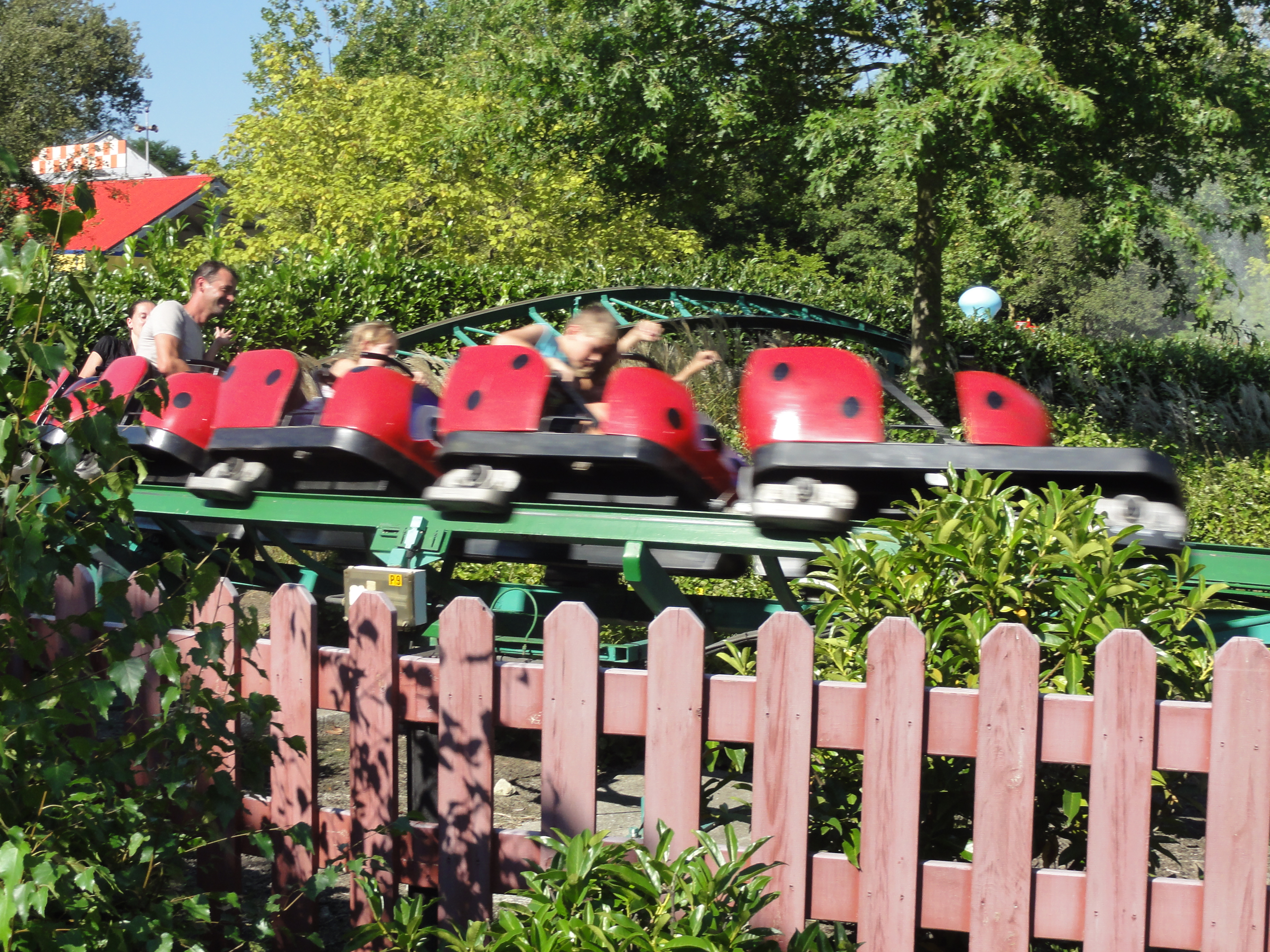

La Coccinelle (in het Nederlands De Keverbaan) is een stalen kinderachtbaan in het Belgische attractiepark Walibi Belgium.
La Coccinelle werd gebouwd door de Duitse attractiebouwer Zierer en opende in 1999. De achtbaan had één achtbaantrein met 5 wagons en per wagon één rij van 2 personen. De liftheuvel werkte door middel van een wieloptakeling. Vanwege de korte baan reed de trein meerdere rondes per ritje. In 2008 kreeg de achtbaan een verfbeurt en een nieuw hokje voor de operators om in de stijl van het Caribische themagebied te passen.

## Verwijdering en initiële verplaatsing
Medio 2017 kondigde Walibi een groot masterplan aan waarin het park in verschillende themazones verdeeld werd, waarvan er vijf jaar lang elk jaar één aangepakt zal worden. De zone rondom La Coccinelle was de eerste die werd aangepakt, en werd getransformeerd naar een Tiki-zone. In die zone kwam de nieuwe achtbaan Tiki Waka die moest openen bij seizoensstart in 2018, waardoor La Coccinelle reeds in september 2017 werd verwijderd, terwijl het park toen nog geopend was.
Oorspronkelijk was het plan dat La Coccinelle na enkele jaren in opslag te liggen, terug opgebouwd zou worden op de oude plek van Het Reuzenrad, tegenwoordig het plein voor de Weerwolf. Dat moest volgens het masterplan in 2021 gebeuren, wanneer de voormalig Franse zone omgevormd moest worden naar een New Orléans-thema. Door de coronacrisis liep het masterplan echter al achter op schema, en door de overstroming van Walibi Belgium in de zomer van 2021 raakte de achtbaan zo zwaar beschadigd dat Walibi hem niet meer wilde opknappen. 
Afbeeldingen · Geschiedenis van Walibi Belgium